# Greatest Hit (…and 21 Other Pretty Cool Songs)
A Greatest Hit (...and 21 Other Pretty Cool Songs) az amerikai progresszív metal együttes Dream Theater 2008-ban megjelent első válogatásalbuma.
A kiadvány az 1991 és 2005 között az Elektra és Atlantic kiadóknál megjelent stúdióalbumokról válogat, így értelemszerűen a Dream Theater bemutatkozó lemezéről (When Dream and Day Unite, 1989), és a 2008-ig utolsó stúdióalbumról (Systematic Chaos, 2007) egyetlen dal sem került fel rá.
A címben szereplő "legnagyobb sláger" (greatest hit) az együttes 1992-es Images and Words albumáról származó "Pull Me Under" dal. A válogatást két részre osztották. Az első korongon a keményebb hangvételű dalok, míg a másodikon a balladák sorakoznak időrendben. Az album különleges bónuszait az Images and Words lemezről származó, frissen remixelt számok, és a korábban csak kislemezen megjelent dalváltozatok adják.

## Az album dalai
CD 1: (The Dark Side)
1. "Pull Me Under" (2007 Remix) +
2. "Take the Time" (2007 Remix) +
3. "Lie" (Single Edit) +
4. "Peruvian Skies" *
5. "Home" (Single Edit)
6. "Misunderstood" (Single Edit)
7. "The Test That Stumped Them All"
8. "As I Am"
9. "Endless Sacrifice"
10. "The Root of All Evil"
11. "Sacrificed Sons"

CD 2: (The Light Side)
1. "Another Day" (2007 Remix) +
2. "To Live Forever" +
3. "Lifting Shadows off a Dream" +
4. "The Silent Man" +
5. "Hollow Years" *
6. "Through Her Eyes" (Alternate Album Mix)
7. "The Spirit Carries On"
8. "Solitary Shell" (Single Edit)
9. "I Walk Beside You"
10. "The Answer Lies Within"
11. "Disappear"

## Közreműködők
- James LaBrie – ének
- John Petrucci – gitár és háttérvokál
- John Myung – basszusgitár
- Mike Portnoy – dobok és háttérvokál
- Jordan Rudess – billentyűs hangszerek
- Kevin Moore – billentyűs hangszerek(+)
- Derek Sherinian – billentyűs hangszerek(*)

## Külső hivatkozások
- Dream Theater hivatalos oldal
- Encyclopaedia Metallum – Dream Theater: Greatest Hit (...and 21 Other Pretty Cool Songs)
- Dream Theater a Billboard listáján